# Szántó Konrád
Szántó Konrád Károly (Siklós, 1920. augusztus 6. – Budapest, 1999. december 29.) római katolikus pap, főiskolai tanár, egyháztörténész.

## Élete
1938-ban a ferencesek vezette pécsi Szeráfi Kollégium növendékeként a Pius Gimnáziumban érettségizett. 1938-ban Szécsényben lépett a kapisztránus rendbe. 1939-ben egyszerű fogadalmat tett. A filozófiát Jászberényben, a teológiát Gyöngyösön végezte, ahol 1942-ben örök fogadalmat tett. 1944-ben pappá szentelték.
Füleken lett lelkipásztor, ahonnét 1945-ben a csehszlovák hatóságok kitoloncolták. Ezután Szécsényben lett hitoktató és cserkészparancsnok. A kommunista hatalomátvételt előkészítő vallásüldözés idején sikertelenül megvádolták. 1947-ben Nyíregyházára, 1949-ben Jászberénybe helyezték, de lelkigyakorlatokat és missziókat az egész országban tartott. 1950-ben Budapestre, a Pasaréti úti rendházba került.
1954-ben az Eötvös Loránd Tudományegyetemen történelem-földrajz szakos tanári oklevelet szerzett. A Mártírok úti rendház lakójaként a szentendrei ferences gimnázium tanára volt. 1960-ban letartóztatták, 1961-ben pedig az 1956-os forradalomban való részvételért és folytatólagos izgatásért 2 és fél év szabadságvesztésre ítélték. 1962-ben a Legfelsőbb Bíróság másfél év börtönre mérsékelte büntetését. Ugyanezen évben Márianosztráról szabadult, a tanítástól eltiltották.
1962-től a Hittudományi Akadémia hallgatója, ahol 1964-ben teológiai doktorrá avatták. 1965-től Esztergomban a gimnáziumban és a rendi teológián taníthatott. Miután rendje 1950-ben elkobzott levéltári anyagát 1969-ben visszaadták, azt a Mártírok úti rendház könyvtárában helyezte el. Ennek elkészítette alapszintű jegyzékét. 1973 őszén a ferences főiskolát Esztergomból a budapesti Pasaréti úti rendházba  helyezték. Itt az egyháztörténet, az egyházjog és néhány évig a bölcselet, 1978-1990 között pedig a Hittudományi Akadémia levelező tagozatán az egyháztörténet tanára volt.
A magyarországi rendtörténethez gyűjtött anyagot.

## Elismerései
- 1993 Nagy Imre-emlékplakett

## Művei
- 1974 A jászberényi ferences templom története. Budapest.
- 1975 Szószéktől a bitófáig. Ifjúsági regény. Budapest.
- 1983-1987/ 1988 A katolikus egyház története I-III. Budapest.
- 1988 Boldog Gizella első magyar királyné élete. Budapest.
- 1988 A Szent Jobb tisztelete a középkorban. In: Szent István és kora. Budapest, 173.
- 1989 Az erdélyi püspökség helyreállításának kísérlete Rákóczi, megvalósítása a Habsburgok alatt. In: Katolikus egyháztörténeti konferencia Keszthely, 1987. Budapest, 51.
- 1990 Várjuk a Szentatyát. Budapest.
- 1991/1992 A meggyilkolt katolikus papok kálváriája. Budapest.
- 1991 Az egyházügyi hivatal titkai. Budapest.
- 1992 A kommunizmusnak sem sikerült. A magyar katolikus egyház története 1945-1991. Miskolc.
- 1992 A ferencesek működése Baranyában a török hódoltság 2. időszakában. In: Egyházak a változó világban. Tatabánya, 251.
- 1992 Az egyházi vagyon eredete Szent István korától 1945-ig, különös tekintettel a katolikus egyházra. In: Partnerek vagy ellenségek. Egyházfórum konferencia 1991. Budapest, 9.
- 1993 Az 1956-os forradalom és a katolikus egyház. Budapest.
- 1994/1998 Egyházlátogatási jegyzőkönyvek katalógusa IV. Budapest. (társszerk. Zombori István)
- 1995 Boldog Gizella élete. Szeged.
- 1997 Az 1956-os forradalom és a katolikus egyház. In: Az 1956-os forradalom és szabadságharc. Szimpózium, 1997. X. 11-12. Budapest.
- 2000 Szent Adalbert közreműködése Szent István és Boldog Gizella házasságának létrejöttében. In: Ezer év Szent Adalbert oltalma alatt. Esztergom.
- 2001 Egyháztörténelem. Budapest.